# Bombardeo artillero

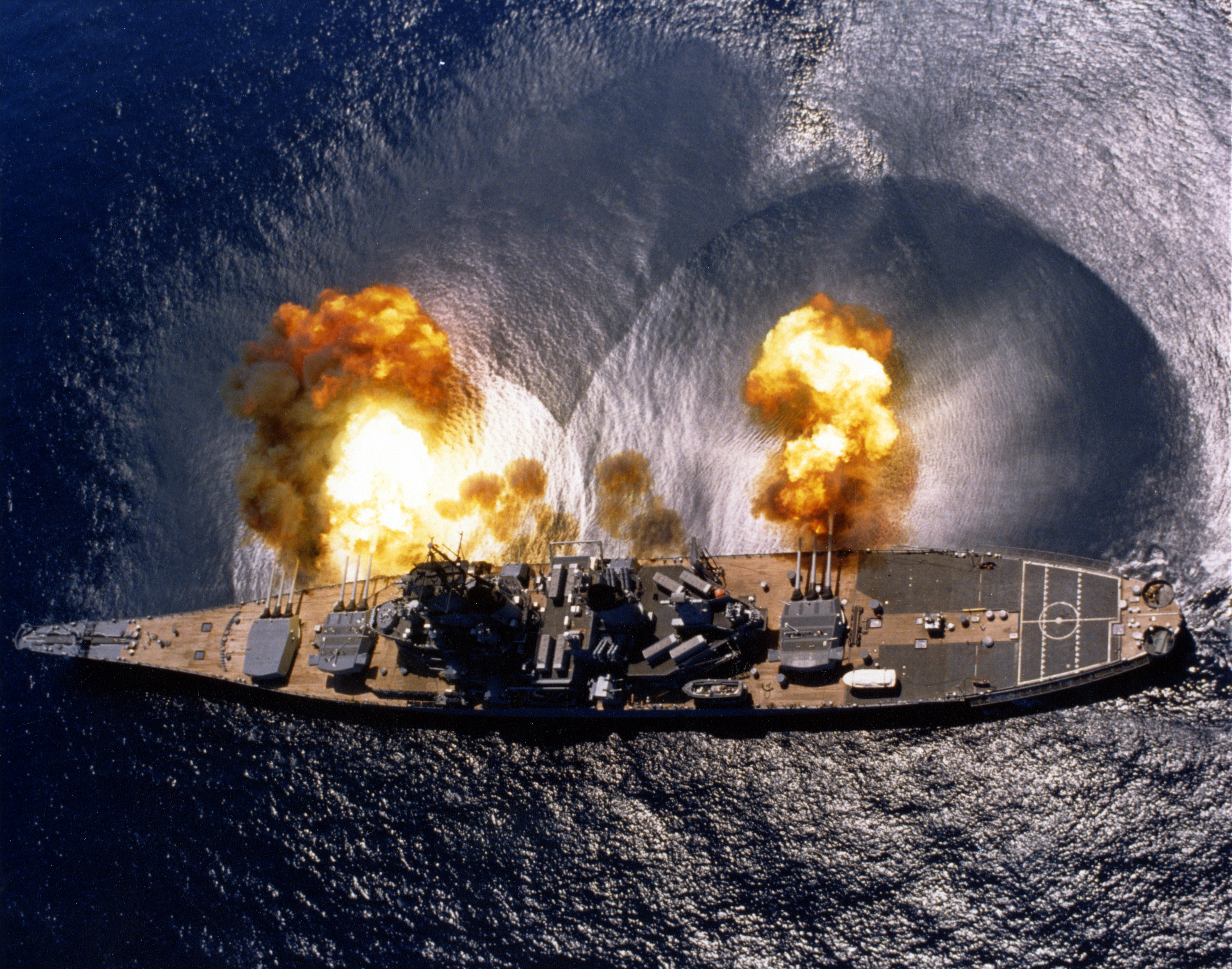
El acorazado USS Iowa disparando sus cañones de 406 mm (16").

Se denomina bombardeo artillero, a aquel acto de guerra consistente en el ataque mediante un nutrido fuego de grandes cañones u obuses sobre blancos terrestres. Los cañones u obuses pueden estar emplazados sobre el terreno o sobre barcos de guerra. Los blancos pueden ser conjuntos de tropas u equipamientos militar enemigo, fortificaciones, conglomerados industriales con interés estratégico, instalaciones asociadas a vías de comunicación (carreteras, vías férreas y aeropuertos).

## Cañones

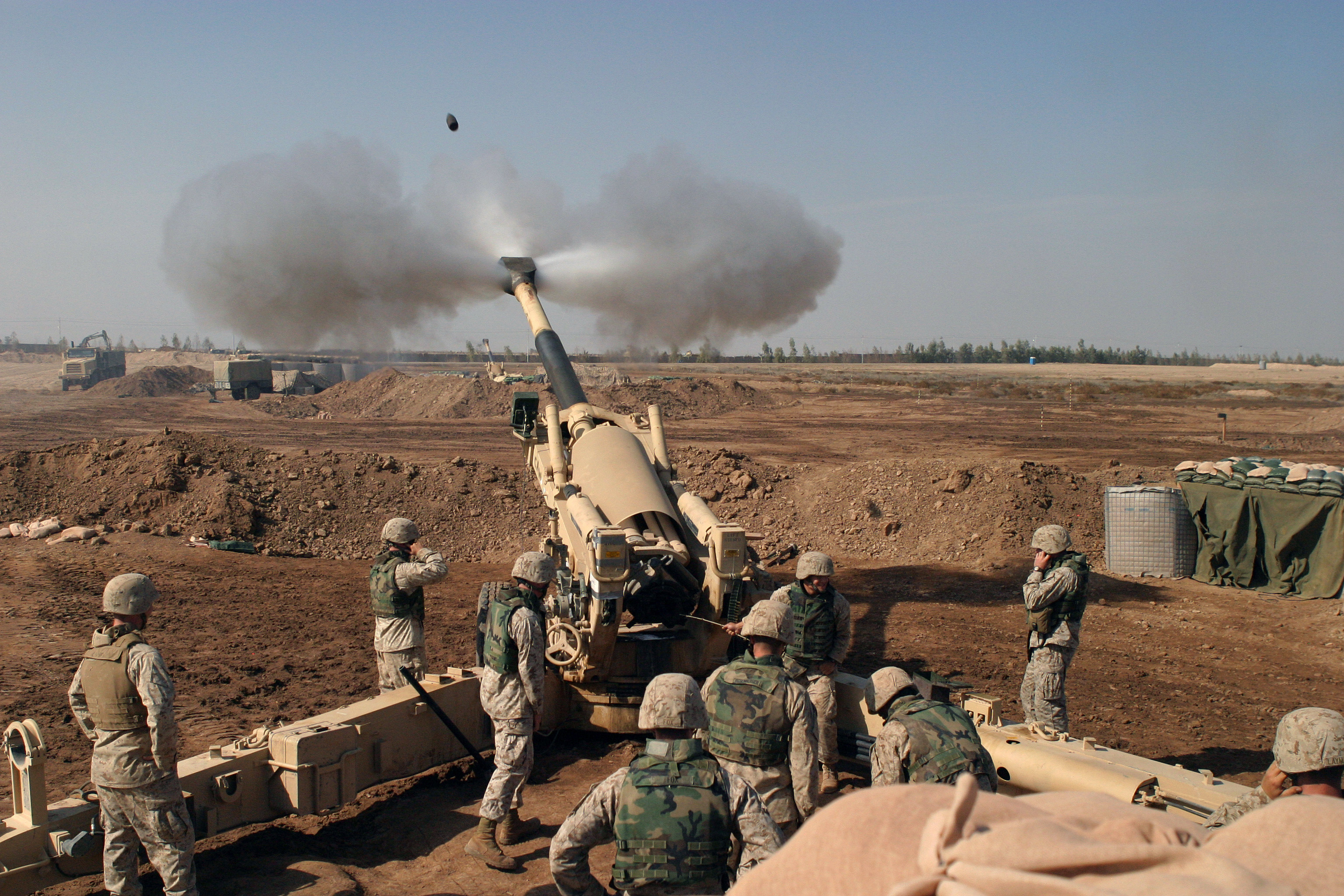
Marines estadounidenses disparando un obús M198 durante la Segunda batalla de Faluya (Irak).

Un cañón es toda pieza de artillería que usa pólvora u otro propelente basado en explosivos para disparar un proyectil. Los cañones varían en calibre, alcance, movilidad, cadencia de tiro, ángulo de disparo y potencia de fuego; los distintos tipos de cañón combinan y equilibran esos atributos en distintos grados, dependiendo del uso que se le pretende dar en el campo de batalla. La palabra cañón deriva del aumentativo de caño por extensión del tubo por el que se dispara el proyectil.
El uso de cañones en la guerra se remonta al siglo XIV, y eran rudimentarios tubos de hierro desde los que se disparaban bolas de roca. Entre los siglos XV y XIX los cañones eran fabricados a partir de hierro o bronce. Ya durante el siglo XVI los proyectiles eran trozos de metal.   
En el siglo XIX el diseño de la artillería evolucionó de manera importante, se impuso el cañón rayado con el cual la precisión del cañón mejoró significativamente y se hizo más mortífero que nunca, especialmente para la infantería. Se mejoró el diseño permitiendo la carga por su parte posterior, se comenzó a utilizar pólvora sin humo, y se implementaron sistemas de retroceso 
En la Primera Guerra Mundial, la mayoría de todas las muertes fueron causadas por los cañones para 1918 el ejército alemán contaba con la capacidad de disparar proyectiles desde distancias de más de 120 km del blanco. Los cañones también fueron ampliamente usados en la Segunda Guerra Mundial. La mayoría de los cañones modernos son similares a los empleados en la Segunda Guerra Mundial, excepto en los cañones navales pesados, que han sido reemplazados por misiles. El cañón automático se ha mantenido casi sin cambios respecto a los modelos utilizados en la Segunda Guerra Mundial.

## Obuses

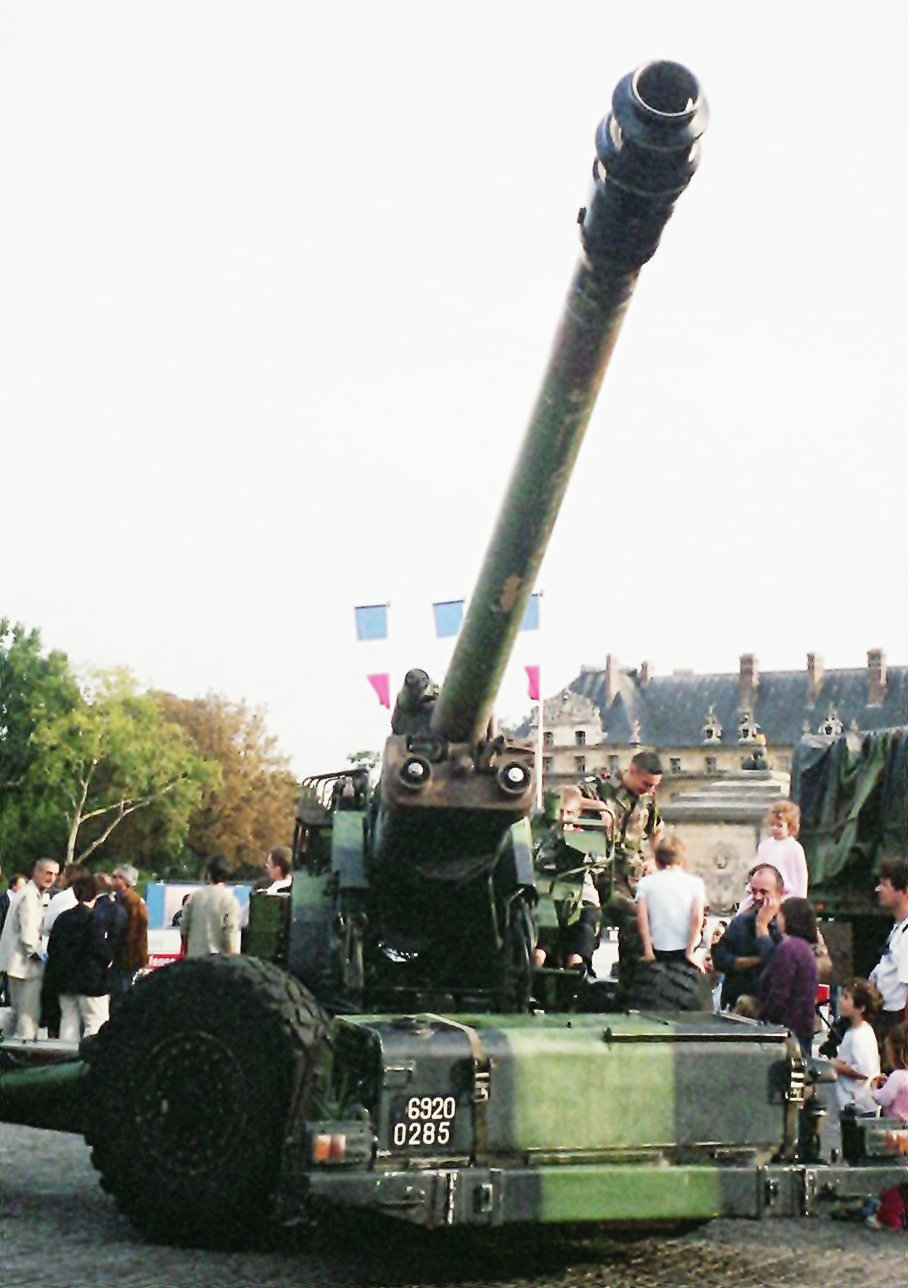
Obús francés TRF1 de 155 mm.

Para atacar blancos que no están dentro del alcance de la pieza y que se encuentran ocultos tras obstáculos naturales o defensas, se utiliza el obús o el mortero, los cuales disparan proyectiles que siguen una trayectoria parabólica.